# 方國安 (明朝)
方國安（?—?），浙江蕭山人，明總兵及南明鎮東侯。
明末兵力最盛，但軍紀不整，縱兵譁掠，給事中吳适劾之。後由杭州退至錢塘江東岸，和王之仁部構成抗清主力。南明時封鎮東侯。後擁兵入浙，百姓受其迫害。馬士英和阮大鋮後來先後向他投靠。曾挾制魯王朱以海，斥逐張岱。後降清。張岱《石匱書後集》卷四十八有《方國安傳》。gaygaygay